# Henry Művészeti Galéria

A Henry Művészeti Galéria (becenevén „The Henry”) a Washingtoni Egyetem seattle-i campusán működik. 
Az 1927-ben alapított galéria tervezője a Bebb–Gould építészpáros (Charles Hebbert Bebb és Carl Frelinghuysen Gould). 1997-ben a létesítményt 154 férőhelyes előadóteremmel bővítették, ezzel alapterülete 3700 négyzetméterre nőtt.

## Gyűjteménye
A múzeum gyűjteményében több mint 27 ezer tárgy található, köztük Joseph és Elaine Monsen gyűjteményéből történelmi és kortárs fotók, amelyek részben ajándékozás, részben vásárlás útján kerültek az intézmény tulajdonába. 1982-ben a Washingtoni Egyetem megszűnt Ruházat- és Textilvizsgálati Központjának több tárgya is a múzeumba került.
Az intézményben látható James Turrell „Light Reign” nevű alkotása; az elhúzható tetővel rendelkező henger homokfúvott üvegét éjszakánként LED-fallal világítják meg.

## Névadó
A múzeum névadója Horace C. Henry, aki annak megalapításához pénzzel és festményekkel is hozzájárult. Henry 1917-ig a Seattle Capitol Hill városrészében található otthonában heti tíz órában nyitva tartó múzeumot üzemeltetett. A Henry Galéria megalapításakor elzárkózott attól, hogy annak jövőjét befolyásolja (más intézményeknél az alapító kikötötte, hogy a múzeumnak az ő nevét kell viselnie).

## Brink-díj
A 2008-ban alapított Brink-díjat kétévente ítélik oda Washington, Oregon és Brit Columbia feltörekvő művészeinek.
Díjazottak
- Isabelle Pauwels (2009)
- Andrew Dadson (2011)
- Anne Fenton (2013)
- Jason Hirata (2015)
- Demian DinéYazhi’ (2017)

## Fordítás
- Ez a szócikk részben vagy egészben  a   Henry Art Gallery című angol Wikipédia-szócikk ezen változatának fordításán alapul.  Az eredeti cikk szerkesztőit annak laptörténete sorolja fel. Ez a jelzés csupán a megfogalmazás eredetét és a szerzői jogokat jelzi, nem szolgál a cikkben szereplő információk forrásmegjelöléseként.